# Futory (Ukraina)
Futory (ukr. Футори) – wieś na Ukrainie, w  obwodzie tarnopolskim, w rejonie tarnopolskim.
W czasie okupacji niemieckiej mieszkająca we wsi rodzina Tyrczów udzieliła pomocy Zysio Bergerowi, Lenie Adler, Irvingowi, Irze, Racheli Gerber, Miriam (Maina) Kunofsky z d. Kronisch, Lucy Margules z d. Kronisch, Leonowi i Szyfrarze Kronisch. W 1991 roku Instytut Jad Waszem podjął decyzję o przyznaniu Annie, Apolonii, Michałowi, Sebastianowi i Stefanowi Tyrczom tytułu Sprawiedliwych wśród Narodów Świata.
Do 2020 w rejonie zborowskim.